# Armstrong Whitworth A.W.660 Argosy
L'Armstrong Whitworth A.W.660 Argosy, in seguito commercializzato come Hawker Siddeley Argosy, era un quadrimotore turboelica da trasporto ad ala alta sviluppato dall'azienda britannica Armstrong Whitworth Aircraft nei tardi anni cinquanta e prodotto, oltre che dalla stessa, dalla Hawker Siddeley che le succedette nei primi anni sessanta. Aveva caratteristiche STOL.

## Storia del progetto
L'Argosy nasce dalla risposta all'Operation Requirement 323 (OR323) studiata dall'Air Ministry britannico che ha originato una specifica, rilasciata nel 1955, per un aereo da trasporto della classe delle 25 000 lb di carico e che avesse un'autonomia di 2 000 nm (3 700 km) con 10 000 lb (4 500 kg). Per soddisfare le esigenze della specifica la Armstrong Whitworth progettò un bimotore per uso militare, l'A.W.66, sviluppato anche per il potenziale mercato civile con la denominazione A.W.65. Nel 1957 a causa della mancanza di fondi disponibili per la difesa il programma venne bloccato ma la Armstrong Whitworth aveva già modificato il progetto civile in un quadrimotore.

## Tecnica
L'Argosy era un quadrimotore turboelica  ad ala alta adatto al trasporto tattico pesante ed impostato su di una struttura simile al C-82/C-119, ovvero con doppia trave di coda per consentire la presenza di un portellone di sulla parte posteriore della fusoliera.

## Utilizzatori

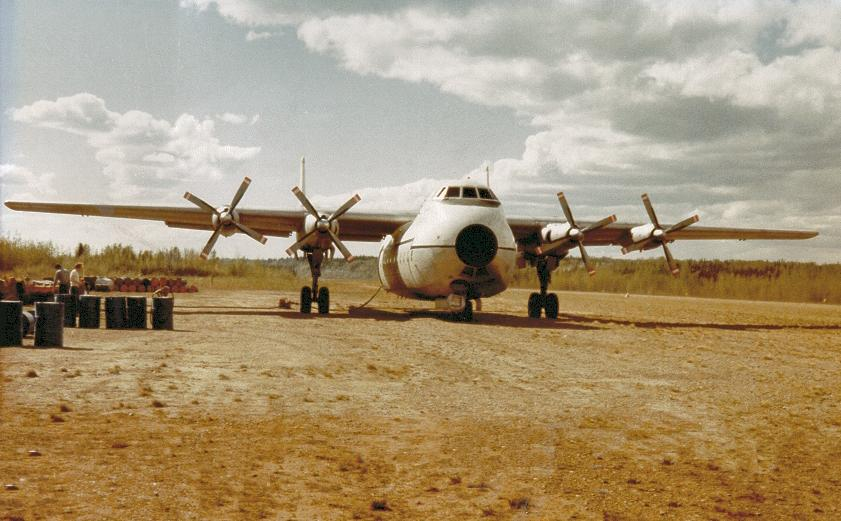
Vista frontale di un Argosy su pista non preparata.

### Militari
Regno Unito
- Royal Air Force

### Civili
Australia
- IPEC Aviation

 Canada
- Transair-Midwest

 Gabon
- SOACO

 Irlanda
- Aer Turas

 Lussemburgo
- Nittler Air Transport

 Nuova Zelanda
- SAFE Air

 Filippine
- Philippine Airlines

 Regno Unito
- Air Bridge Carriers
- British European Airways
- Elan Parcel Service
- Rolls-Royce
- Sagittair

 Stati Uniti
- Capitol Air Lines
- Duncan Aviation
- Riddle Airlines
- Universal Airlines
- Zantop Air Transport

 Zaire
- Otrag Range Air Service

### Annotazioni
1. ↑  Gli Argosy in servizio civile potevano operare con solo pilota e copilota.

### Fonti
1. ↑  Taylor 1965, p. 152.
2. ↑  Tapper 1988, pp. 329-330.
3. ↑  Tapper 1973, p. 335.
4. ↑  Tapper 1973, p. 309.

### Riviste
- (EN) W. T. Gunston, A.W.660: A Multi-mission Military Transport, in Flight, 10 febbraio 1961,  pp. 181-185, ISSN no (WC · ACNP).
- (EN) Martin Willing, Hawker Siddeley's Crisp Carrier: Homage to the AW Argosy: Part One, in Air Enthusiast, No. 105, Stamford, UK, Key Publishing, maggio/June 2003,  pp. 40-43, ISSN 0143-5450 (WC · ACNP).
- (EN) Martin Willing, Hawker Siddeley's Crisp Carrier: Homage to the AW Argosy: Part Two, in Air Enthusiast, No. 106, Stamford, UK, Key Publishing, luglio/August 2003,  pp. 57-62, ISSN 0143-5450 (WC · ACNP).